# Christian M’Pumbu
Christian M’Pumbu (ur. 2 czerwca 1977 w Kinszasie) – kongijski zawodnik mieszanych sztuk walki (MMA) oraz bokser na stałe mieszkający we Francji, mistrz Bellator MMA w wadze półciężkiej z 2011.

## Kariera sportowa
W MMA zadebiutował 30 maja 2004 nokautując Kuljita Deguna na gali UKMMAC 7 w Esseksie. W 2006 i 2007 wygrywał organizowane na Ukrainie turnieje bez limitu wagowego pokonując m.in. Holendra Stefana Struve'a. 13 września 2008 przegrał z Polakiem Janem Błachowiczem przez poddanie na gali KSW Extra w Dąbrowie Górniczej. W latach 2008–2009 związany m.in. z rosyjskim M-1 Global, notując tamże bilans czterech zwycięstw. 26 czerwca 2009 pokonał na punkty Polaka Krzysztofa Kułaka.
17 kwietnia 2010 doszedł do półfinału japońskiego turnieju DEEP wagi półciężkiej. 25 lutego 2011 związał się z amerykańską organizacją Bellator FC na start w turnieju wagi półciężkiej w którym stawką było inauguracyjne mistrzostwo w tejże wadze. W trakcie trzech miesięcy od marca do kwietnia pokonał trzech rywali, wszystkich przed czasem przez techniczny nokaut, wygrywając tym samym turniej i zostając pierwszym mistrzem Bellatora w wadze do 93 kg.
28 lutego 2013 podczas pierwszej obrony pasa przegrał ze Słowakiem Attilą Véghiem jednogłośnie na punkty i stracił tytuł. W 2014 stoczył dwie przegrane walki, najpierw z Quintonem Jacksonem ulegając mu przez nokaut w pierwszej rundzie, następnie z Kendallem Grovem przez poddanie w drugiej rundzie. Po porażce z tym drugim został zwolniony z organizacji.

## Osiągnięcia
- 2006: Fire of Persevit – 1. miejsce w turnieju wagi otwartej
- 2007: Star of Persevit – 1. miejsce w turnieju wagi otwartej
- 2010: DEEP Light Heavyweight Tournament - półfinalista turnieju wagi półciężkiej
- 2011: Bellator Season 4 Light Heavyweight Tournament – 1. miejsce w turnieju wagi półciężkiej
- 2011–2013: mistrz Bellator MMA w wadze półciężkiej